# شورای فدرال (اتریش)
شورای فدرال (به آلمانی: Bundesrat (تلفظ [ˈbʊndəsʁa:t]) دومین مجلس شورا در پارلمان اتریش است که به نمایندگی از نه ایالت اتریش (Bundesländer) در سطح فدرال تشکیل می‌شود. این شورا به عنوان بخشی از قوه مقننه دو مجلسی در کنار شورای ملی (Nationalrat) به عنوان مجلس علیا یا سنا شناخته می‌شود. هرچند در واقعیت این شورا قدرت بسیار پایین‌تری از شورای ملی دارد. با اینکه تمام مصوبات شورای ملی باید توسط شورای فدرال به تایید برسد، اما شورای ملی می‌تواند در بیشتر موارد عدم تایید مصوبات خود توسط شورای فدرال را خنثی کند. 